# Neurothrombektomie
Bei der Neurothrombektomie handelt es sich um einen Eingriff der Neuroradiologie, der bei Schlaganfällen durchgeführt wird, ein Spezialfall der Thrombektomie. Dabei wird mit einem Katheter (Neuro thrombectomy catheter) das Blutgerinnsel im Gehirn mechanisch entfernt. Dieser Eingriff wird zurzeit meist nur dann vorgenommen, wenn das Blutgerinnsel ein gewisses Stadium erreicht hat, an dem man es allein mit Medikamenten nicht mehr entfernen kann. Dem Präsidenten der Deutschen Gesellschaft für Neuroradiologie zufolge können „mehr als 60 Prozent der Patienten mit großen Schlaganfällen ... nach der Katheterbehandlung bereits nach drei Monaten wieder ein eigenständiges Leben führen. Bei der medikamentösen Therapie liegt diese Quote bei nur etwa 15 Prozent“ (zitiert nach). Der Einsatz der Neurothrombektomie könne bei etwa 15 Prozent der ischämischen Schlaganfälle potenziell diskutiert werden.